# 巴尔德塞文
巴尔德塞文（法語：Barre-des-Cévennes，法語發音：[baʁ de sevɛn]，意为“塞文的巴尔”）是法国洛泽尔省的一个市镇，属于弗洛拉克区。

## 地理
巴尔德塞文（44°14'41"N, 3°39'12"E）面积34.29 平方千米，位于法国奧克西塔尼大區洛泽尔省，该省份为法国南部内陆省份，北起上盧瓦爾省和康塔爾省，西接阿韦龙省，南至加尔省，东临阿尔代什省。
与巴尔德塞文接壤的市镇（或旧市镇、城区）包括：卡萨尼亚、圣马丹-德朗叙斯克勒、莫勒宗、勒蓬皮杜、韦布龙、康和塞文。
巴尔德塞文的时区为UTC+01:00、UTC+02:00（夏令时）。

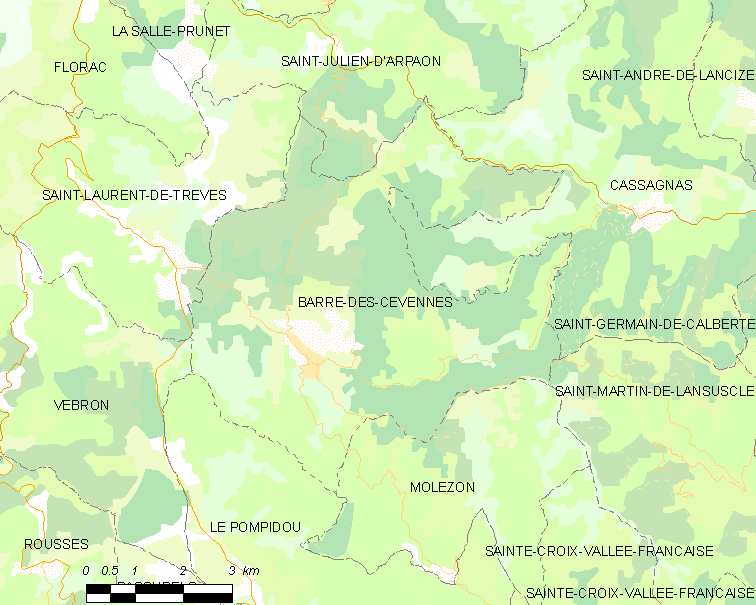
巴尔德塞文的OSM定位图

## 行政
巴尔德塞文的邮政编码为48400，INSEE市镇编码为48019。

## 政治
巴尔德塞文所属的省级选区为勒科莱德代兹县。

## 人口

1962-2008年间巴尔德塞文人口变化图示

巴尔德塞文于2022年1月1日时的人口数量为200人。